# Tønder, Højer og Lø Herred
Tønder Højer og Lø Herreder hørte i middelalderen til Ellumsyssel. Senere kom Tønder og Højer herreder under Tønder Amt og Lø herred under Løgumkloster Amt mens der ind imellem lå store dele af de Kongerigske enklaver under Ribe amt. I 1867 blev hele området samlet under den prøjsiske Kreis Tondern. Denne kreds blev i 1920 delt mellem Danmark og Tyskland. Den danske del af kredsen blev til det nyoprettede Tønder Amt. De dele af dette amt, som ikke tilhørte Slogs Herred eller Hviding Herred blev herefter samlet til et nyoprettet herred ved navn Tønder, Højer og Lø Herred.
I herredet ligger følgende sogne:
- Abild Sogn – (Tønder Kommune)
- Ballum Sogn – (Bredebro Kommune)
- Brede Sogn – (Bredebro Kommune)
- Daler Sogn – (Højer Kommune)
- Døstrup Sogn – (Skærbæk Kommune)
- Emmerlev Sogn – (Højer Kommune)
- Hjerpsted Sogn – (Højer Kommune)
- Højer Sogn – (Højer Kommune)
- Løgumkloster Sogn – (Løgumkloster Kommune)
- Mjolden Sogn – (Skærbæk Kommune)
- Møgeltønder Sogn – (Tønder Kommune)
- Nørre Løgum Sogn – (Løgumkloster Kommune)
- Randerup Sogn – (Bredebro Kommune)
- Rømø Sogn – (Skærbæk Kommune)
- Sønder Skast Sogn – (Bredebro Kommune)
- Tønder Sogn – (Tønder Kommune)
- Ubjerg Sogn – (Tønder Kommune)
- Visby Sogn – (Bredebro Kommune)